# Деспот Дамјановић
Деспот А. Дамјановић (Београд, 21. август 1883 – Оснабрик, 6. децембар 1944) је био српски и југословенски официр, пешадијски бригадни генерал Југословенске војске, носилац Карађорђеве звезде, Ордена Белог орла са мачевима, Ордена Југословенске круне, Ордена Светог Саве, Медаље за храброст, руског Ордена Свете Ане са мачевима и грчког Ратног крста.

## Биографија
Рођен је 21. августа 1883. године у трговачкој породици у Београду. После завршених шест разреда гимназије, уписује XXXV класу Ниже школе Војне академије и 1906. године бива произведен у чин пешадијског потпоручника.
Учествовао је у Балканским ратовима и Првом светском рату. Као пуковник је од 14. августа 1936. године постављен за команданта пешадије Осијечке дивизијски области. Поводом краљевог рођендана 6. септембра 1936. године, унапређен је у чин бригадног генерала. Од августа 1937. године прелази на службу у Главни ђенералштаб. Поново је од 5. новембра 1938. године прешао у Осијечку дивизијску област на место заменика команданта дивизијске области, а од 10. октобра 1939. године је био заменик команданта Јадранске дивизијске области.
На овом месту га је затекао Априлски рат 1941. године. Заробљен је и одведен у заробљенички логор Oflag VI C код Оснабрика. Погинуо је у ноћи 6. децембра 1944. године, када је Краљевско ратно ваздухопловство бомбардовало логор. Сахрањен је на Српском војничком гробљу у Оснабрику.

## Одликовања

### Домаћа одликовања
- Орден Карађорђеве звезде са мачевима IV реда
- Орден Белог орла са мачевима V реда
- Орден Белог орла V реда
- Орден Југословенске круне I реда
- Орден Светог Саве V реда
- Орден Светог Саве III реда
- Медаља за храброст
- Споменица за Српско — турски рат
- Споменица за Српско — бугарски рат
- Споменица за рат 1914—1918
- Албанска споменица

### Страна одликовања
- Орден Свете Ане (Руска Империја)
- Ратни крст (Краљевина Грчка)